# Janusz Narzyński
Janusz Wojciech Narzyński (ur. 14 marca 1928 w Warszawie, zm. 14 marca 2020 tamże) – duchowny luterański, w latach 1975–1991 Biskup Kościoła Ewangelicko-Augsburskiego w RP, w latach 1983–1986 prezes Polskiej Rady Ekumenicznej, obserwator podczas obrad Okrągłego Stołu.

## Życiorys

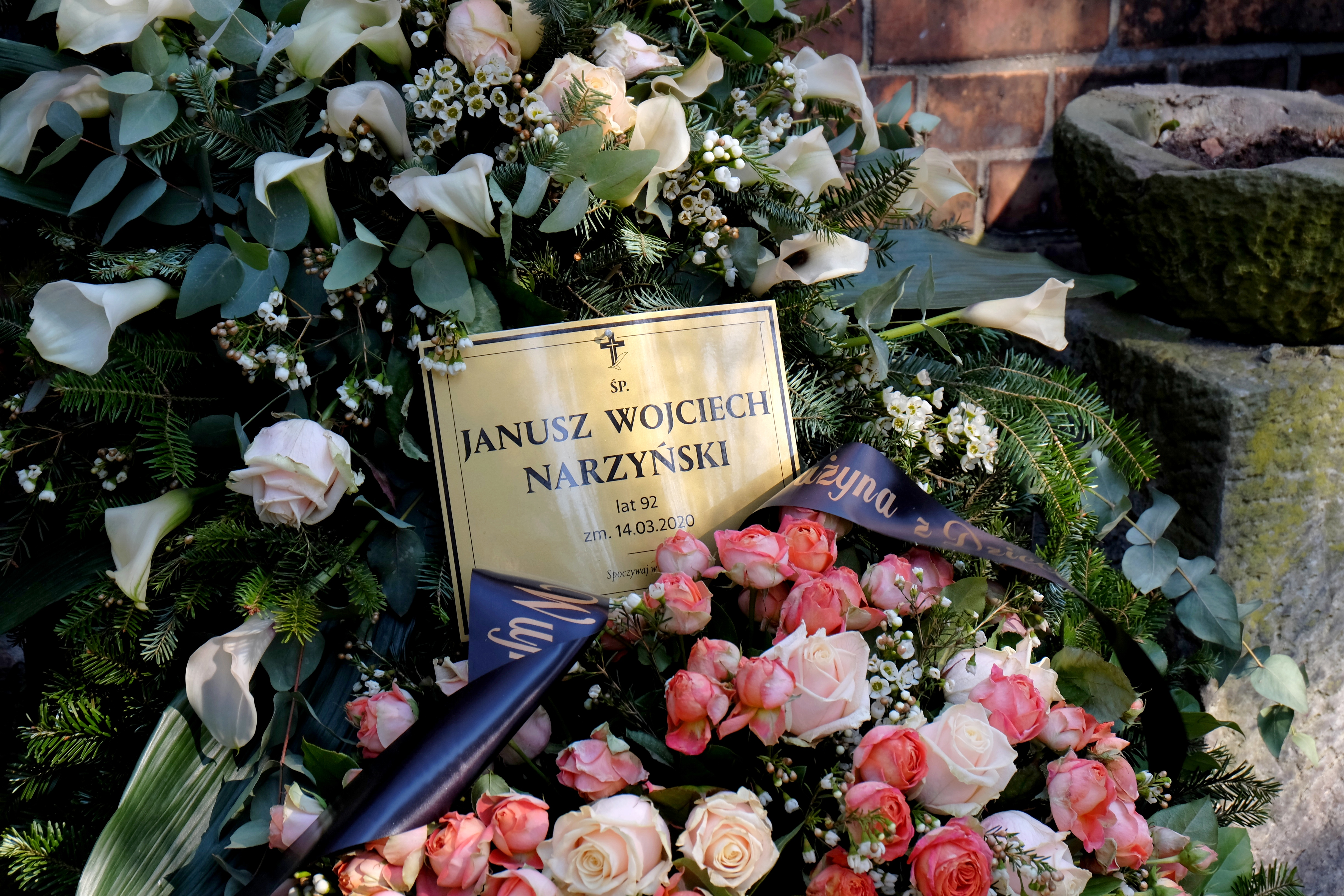
Grób bp. Janusza Narzyńskiego na cmentarzu ewangelicko-augsburskim przy ul. Młynarskiej w Warszawie

Syn Teofila Narzyńskiego i Elżbiety z d. Orivol.
W latach 1949–1953 studiował na Wydziale Teologii Ewangelickiej Uniwersytetu Warszawskiego. 6 maja 1956 został ordynowany na duchownego przez biskupa Karola Kotulę. Do 1958 był wikariuszem parafii w Mrągowie, następnie jako stypendysta Światowej Federacji Luterańskiej studiował w Getyndze. Po powrocie do kraju był katechetą Parafii Wniebowstąpienia Pańskiego w Warszawie, zaś od 1965 był wikariuszem Biskupa Kościoła Andrzeja Wantuły.
23 lutego 1975 Kolegium Wyborcze Kościoła Ewangelicko-Augsburskiego w Polsce został wybrany biskupem Kościoła. 6 kwietnia 1975 został konsekrowany na biskupa Kościoła Ewangelicko-Augsburskiego w Polsce; zastąpił na tym urzędzie ks. biskupa Andrzeja Wantułę. Od 22 marca 1983 do 18 grudnia 1986 był prezesem Polskiej Rady Ekumenicznej, zaś od 1986 wiceprezesem. Promował pozytywy wizerunek władz PRL w kraju i za granicami. Po powstaniu „Solidarności” chwalił dokonania rządzących z 35-letniej perspektywy. Po wprowadzeniu stanu wojennego w imieniu Kościoła Ewangelicko-Augsburskiego, a także wraz z ks. Witoldem Benedyktowiczem w imieniu Polskiej Rady Ekumenicznej, wyraził poparcie dla władz wojskowych.
Był jednym z trzech (obok ks. Bronisława Dembowskiego i ks. Alojzego Orszulika) obserwatorów kościelnych Obrad Okrągłego Stołu. Status obserwatora kościelnego jako jedyny duchowny otrzymał z nominacji władz, co wynikało z wieloletniej harmonijnej współpracy z Urzędem do Spraw Wyznań. W 1991 roku poprosił Synod Kościoła o przeniesienie go w stan spoczynku. Uroczyste pożegnanie odbyło się 2 maja 1991 roku. Dzień później odbyła się konsekracja nowego Biskupa Kościoła Jana Szarka.
Bp Janusz Narzyński był uważany za jednego z najwybitniejszych znawców historii i teologii Marcina Lutra oraz Reformacji w Polsce. Stał na czele Komitetu Organizacyjnego całorocznych obchodów jubileuszu 500-lecia urodzin Lutra. Od 1949 r. do 1993 r. pracownik naukowy Wydziału Teologii Ewangelickiej Uniwersytetu Warszawskiego, a później Chrześcijańskiej Akademii Teologicznej w Warszawie. Za działalność naukową i ekumeniczną Wydział Teologii Ewangelickiej Uniwersytetu w Bratysławie (Słowacja) nadał mu tytuł doktora honoris causa.
Był w związku małżeńskim ze zmarłą w lipcu 2019 roku, Barbarą Enholc, magister teologii i do 2003 r. dyrektor Brytyjskiego i Zagranicznego Towarzystwa Biblijnego w Warszawie. Jego bratem był zmarły w 2014 roku, wieloletni proboszcz ewangelickiej parafii w Bydgoszczy ks. Tadeusz Narzyński. Trzecim z braci był malarz prof. Juliusz Narzyński (1934–2020).
Zmarł 14 marca 2020. Został pochowany 18 marca 2020 na cmentarzu ewangelicko-augsburskim w Warszawie (aleja A, grób 3).

## Ekumenizm
W czasach PRL-u był krytycznie usposobiony do Kościoła katolickiego, a w czasach swej prezesury w PRE blokował dialog z katolikami. Po upadku komunizmu zmienił swój stosunek do Kościoła katolickiego, papieża zaczął nazywać Ojcem Świętym. Karol Karski przemianę tę nazwał „cudowną metamorfozą”.

## Odznaczenia
- Medal 40-lecia Polski Ludowej (1984)[15]